# 175920 Francisnimmo
175920 Francisnimmo è un asteroide della fascia principale. Scoperto nel 2000, presenta un'orbita caratterizzata da un semiasse maggiore pari a 2,5472765 au e da un'eccentricità di 0,1761550, inclinata di 7,32298° rispetto all'eclittica.